# Liniine
Liniine (en (ucraïnès): Лінійне, en rus: Линейное, Linéinoie) és un poble de la República Autònoma de Crimea a Ucraïna, que el 2014 tenia 384 habitants. Pertany al districte de Nijnegorski.